# جيري روبر
جيري روبر (بالإنجليزية: Jerry Roper)‏ هو شخصية أعمال أمريكي، ولد في 10 سبتمبر 1940، وتوفي في 29 يونيو 2015.